# Catherine Skinner
Catherine Skinner (Mansfield, 11 febbraio 1990) è una tiratrice a volo australiana, campionessa olimpica nel trap femminile alle Olimpiadi di Rio de Janeiro 2016.

## Palmarès

### Individuale
| Anno | Manifestazione | Sede           | Evento | Risultato | Prestazione | Note |
| ---- | -------------- | -------------- | ------ | --------- | ----------- | ---- |
| 2016 | Olimpiadi      | Rio de Janeiro | Trap   | Oro       | 93 pt       |      |